# تايلر مولدر
تايلر مولدر (بالإنجليزية: Tyler Mulder)‏ هو منافس ألعاب قوى أمريكي، ولد في 15 فبراير 1987.

## وصلات خارجية
- تايلر مولدر على موقع الاتحاد الدولي لألعاب القوى (الإنجليزية)
- تايلر مولدر على موقع الدوري الماسي (الإنجليزية)